# Jay Foreman
Jay Foreman (Londres, Reino Unido, 4 de octubre de 1984) es un comediante, músico y youtuber británico.

## Primeros años
Foreman nació en Londres el 4 de octubre de 1984. Es el hermano menor del cantante Beardyman. Creció en el barrio de Stanmore, con su hermano y hermana. Su familia es judía.
Entre 1996 y 2003 atendió la Queen Elizabeth's School, una escuela estatal en Barnet. Después fue a la Universidad de York, donde empezó a tocar canciones de comedia con su guitarra en 2005.

## Carrera como comediante

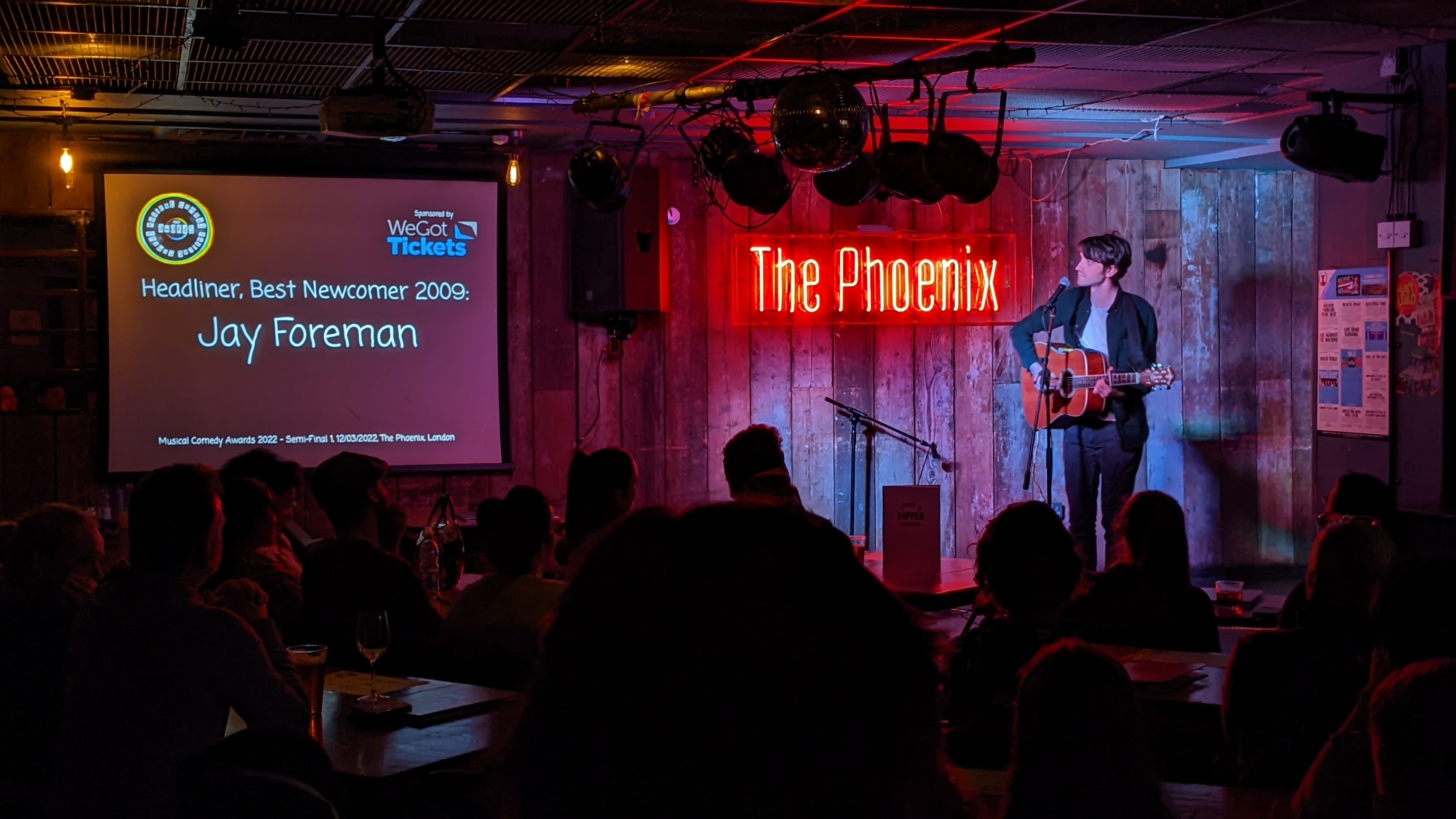
Foreman actuando en 2022

En 2007, Foreman fue declarado el "Nuevo talento de la fiesta Fringe" por la BBC, ganó el premio al mejor principiane en los "Premios de la Comedia Musical Tuborg" en 2009, y quedó tercero en los "Premios de la Comedia Musical" al año siguiente.
En 2009 Foreman creó jingles para el podcast de comedia Answer Me This!, y en 2011 y 2012 apoyó al comediante Dave Gorman en una gira.
Foreman presentó The General Election Xplained (Las Elecciones Generales Explicadas), un metraje enviado a todas las escuelas secundarias del Reino Unido en 2010, que ganó el oro en el Festival de Nueva York a la mejor película de relaciones públicas.
También ha hecho varias actuaciones en el festival Edinburgh Festival Fringe, entre ellas Disgusting Songs for Revolting Children (And Other Funny Stories), No More Colours o Mixtape.
En 2016 Foreman apareció en un episodio Go For It, un programa de ITV, donde nombró la ruta más eficiente para diez trayectos en el Metro de Londres en 90 segundos, y ganó mil libras.

## Carrera en YouTube
Foreman creó su canal de YouTube en abril de 2006, originalmente bajo el nombre de "jayforeman51". El canal contiene varios extractos de sus espectáculos de comedia, miniseries didácticas como Map Men (junto con Mark Cooper-Jones), Politics Unboringed, Unfinished London, yvideoclips para sus canciones. A veces integra parte de su comedia original en los anuncios de sus vídeos. A 12 de septiembre de 2023, Foreman tiene más de 1.430.000 suscriptores y más de 193 millones de visitas en su canal. En mayo de 2023 fue el invitado para el episodio de Geography Now sobre el Reino Unido.

### Map Men
Map Men ("los hombres de los mapas") es una serie de vídeos presentada por Jay Foreman y Mark Cooper-Jones. La serie comenzó en 2016. Consiste en vídeos de 5 a 10 minutos sobre curiosidades relacionadas con mapas y geografía.

### Unfinished London
Unfinished London (Londres sin terminar) es una serie de vídeos de YouTube de alrededor de 10 minutos de duración que comenzó en 2009. Cada episodio trata de un área específica de la infraestructura, diseño urbano o gobierno de la ciudad.

### Politics Unboringed
Politics Unboringed fue una serie de metrajes subidos en YouTube que comenzó en 2015 y terminó en 2017. Cada vídeo dura unos cinco minutos y tratan sobre diversos aspectos de la política de su país.

## Vida personal
En junio de 2019, Foreman y su pareja Jade Nagi anunciaron que estaban prometidos. Se casaron en agosto de 2021 y tuvieron un hijo en julio de 2022.
Foreman apoyó a la candidate del Partido Verde, Siân Berry, en las elecciones a la alcaldía de Londres de 2016, y creó un metraje promocional expresando su apoyo a cerrar el Aeropuerto de la Ciudad de Londres y convertirlo en un barrio residencial, una de la propuestas de campaña de Berry. También ha criticado públicamente el Brexit.

Foreman es étnicamente judío, aunque se considera ateo. Dice apreciar las tradiciones judías de su familia.